# Puchar Interkontynentalny w Lekkoatletyce 2018 – rzut oszczepem kobiet
Rzut oszczepem kobiet – jedna z konkurencji technicznych rozgrywana w ramach lekkoatletycznyego pucharu interkontynentalnego na Stadionie miejskim w Ostrawie-Witkowicach.

## Terminarz
Źródło: worldathletics.org.
| Data       | Godzina |
| ---------- | ------- |
| 9 września | 17:13   |

## Rekordy
Tabela prezentuje rekord świata, rekord pucharu interkontynentalnego, rekordy kontynentów oraz najlepszy wynik na listach światowych w sezonie 2018 przed rozpoczęciem mistrzostw.
|                                     | Zawodnik          | Wynik | Miejsce    | Data                  |
| ----------------------------------- | ----------------- | ----- | ---------- | --------------------- |
| Rekord świata                       | Barbora Špotáková | 72,28 | Stuttgart  | 13 września 2008(dts) |
| Listy światowe                      | Kathryn Mitchell  | 68,92 | Gold Coast | 11 kwietnia 2018(dts) |
| Rekord pucharu interkontynentalnego | Marija Abakumowa  | 68,14 | Split      | 4 września 2010(dts)  |
| Rekord Afryki                       | Sunette Viljoen   | 69,35 | Nowy Jork  | 9 czerwca 2012(dts)   |
| Rekord Azji                         | Lü Huihui         | 67,69 | Halle      | 26 maja 2018(dts)     |
| Rekord Ameryki Północnej            | Osleidys Menéndez | 71,70 | Helsinki   | 14 sierpnia 2005(dts) |
| Rekord Ameryki Południowej          | Flor Ruíz         | 63,84 | Cali       | 25 czerwca 2016(dts)  |
| Rekord Australii i Oceanii          | Kathryn Mitchell  | 68,92 | Gold Coast | 11 kwietnia 2018(dts) |
| Rekord Europy                       | Barbora Špotáková | 72,28 | Stuttgart  | 13 września 2008(dts) |

## Rezultaty
Źródło: worldathletics.org.
| Pozycja | Zawodniczka        | Drużyna        | Runda | Runda | Runda | Runda    | Runda | Rezultat | Punkty | Uwagi |
| Pozycja | Zawodniczka        | Drużyna        | 1.    | 2.    | 3.    | Półfinał | Finał | Rezultat | Punkty | Uwagi |
| ------- | ------------------ | -------------- | ----- | ----- | ----- | -------- | ----- | -------- | ------ | ----- |
| 1.      | Lü Huihui          | Azja i Oceania | 58,97 | 61,18 | 63,88 | 61,69    | 57,88 | 63,88    | 8      |       |
| 2.      | Christin Hussong   | Europa         | 62,71 | 62,53 | 62,96 | 61,76    | 55,05 | 62,96    | 7      |       |
| 3.      | Kara Winger        | Ameryka        | 60,37 | 57,18 | 57,68 | 60,38    | NQ    | 60,38    | 6      |       |
| 4.      | Jo-Ane van Dyk     | Afryka         | 45,68 | 50,99 | 52,69 | 51,09    | NQ    | 52,69    | 5      |       |
| 5.      | Laila Domingos     | Ameryka        | 60,07 | 56,08 | 57,41 | NQ       | NQ    | 60,07    | 4      |       |
| 6.      | Kelsey-Lee Roberts | Azja i Ocenia  | 59,32 | 58,30 | 58,06 | NQ       | NQ    | 59,32    | 3      |       |
| 7.      | Nikola Ogrodníková | Europa         | x     | 56,61 | 55,33 | NQ       | NQ    | 56,61    | 2      |       |
| 8.      | Kelechi Nwanaga    | Afryka         | 51,66 | 50,04 | 51,97 | NQ       | NQ    | 51,97    | 1      |       |

## Klasyfikacja drużynowa
Źródło:
| Miejsce | Drużyna        | Punkty indywidualne | Punkty drużynowe        |
| ------- | -------------- | ------------------- | ----------------------- |
| 1.      | Azja i Oceania | 11                  | 16 (wykorzystany joker) |
| 2.      | Ameryka        | 10                  | 6                       |
| 3.      | Europa         | 9                   | 4                       |
| 4.      | Afryka         | 6                   | 2                       |